# Cephalorhynchus eutropia
Cephalorhynchus eutropia — вид ссавців родини дельфінових.

## Поширення
Цей дельфін живе тільки уздовж чилійського узбережжя.